# Bertil Lintner
Bertil Lintner, né le 5 janvier 1953 à Stora Malm dans le Södermanland en Suède est un journaliste, auteur et consultant stratégique suédois qui écrit sur l'Asie depuis près de quatre décennies. Il était autrefois correspondant en Birmanie (Myanmar) de la défunte Far Eastern Economic Review et correspondant en Asie du quotidien suédois Svenska Dagbladet et du Politiken du Danemark. Il travaille actuellement comme correspondant pour Asia Times.

## Vie et travail
Bertil Lintner a beaucoup écrit sur le Myanmar (anciennement connu sous le nom de Birmanie), l'Inde (avec un accent sur le nord-est de l'Inde), la Chine et la Corée du Nord dans diverses publications locales, nationales et internationales de plus de trente pays. Il est considéré comme le premier journaliste à révéler la relation croissante entre la Birmanie et la Corée du Nord sur la coopération stratégique. Il écrit principalement sur le crime organisé, les insurrections ethniques et politiques et la sécurité régionale. Il a publié plusieurs livres, dont Aung San Suu Kyi and Burma's Struggle for Democracy, Blood Brothers: The Criminal Underworld of Asia, World.Wide.Web: Chinese Migration in the 21st Century—and How It will Change the World, et 'Great Leader, Dear Leader: Demystifying North Korea Under The Kim Clan.
Lintner a été mis sur liste noire par l'armée birmane des années 1980 jusqu'à la levée de l'interdiction en 2012. Malgré tout, Lintner a été le premier journaliste étranger à apprendre la libération d'Aung San Suu Kyi de son assignation à résidence en 1995. Lintner continue de s'intéresser à la Birmanie où il enseigne également le journalisme d'investigation à des journalistes birmans.
Lintner vit à Chiang Mai en Thaïlande avec sa femme Hseng Noung, de l'ethnie Shan de Birmanie. En mars 1984, Lintner et son épouse rencontrent le 14e dalaï-lama à Dharamsala, puis à Bangkok en février 1993. Ils ont une fille qui est née à Kohima en Inde, au cours de leur épopée « un voyage terrestre de 18 mois et 2 275 kilomètres depuis le nord-est de l'Inde à travers les régions tenues par les rebelles du nord de la Birmanie jusqu'en Chine » entre 1985 et 1987. Ils ont voyagé à pied, en jeep, à vélo et à dos d'éléphant, parmi les rares personnes à entrer dans la zone isolée, alors contrôlée par divers insurgés ethniques. Cela a abouti à son deuxième livre, Land of Jade: A Journey from India through Northern Burma to China.
En 2004, Lintner a reçu un prix d'excellence pour ses reportages sur la Corée du Nord de la part de la Society of Publishers in Asia et, en 2014, un autre prix de la même société pour avoir écrit sur les conflits religieux en Birmanie. Il est également récipiendaire de trois bourses d'écriture de la Fondation John D. et Catherine T. MacArthur. Il a été président du Club des correspondants étrangers de Thaïlande (FCCT) de 1993 à 1995.
En 2019 Lintner publie The Costliest Pearl: China’s Struggle for India’s Ocean qui couvre les conflits géostratégiques dans l'océan Indien.

## Publications
- (en) Outrage: Burma's Struggle for Democracy, Review Publishing, Hong Kong, 1989, and White Lotus, Bangkok, 1990.
- (en) Land of Jade: A Journey from India through Northern Burma to China, First published in Kiscadale Publications in 1989, most recent edition by Orchid Press, Bangkok, 2011.
- (en) The Rise and Fall of the Communist Party of Burma, Cornell University Southeast Asia Program Publications, Ithaca, 1990.
- (en) The Kachin: Lords of Burma's Northern Frontier, Teak House Books, Chiang Mai, 1997.
- (en) Burma in Revolt: Opium and Insurgency since 1948, Westview Press, Boulder, 1994, and Silkworm Books, Chiang Mai, 1999, 2003 and 2011.
- (en) Blood Brothers: Crime, Business and Politics in Asia, Allen & Unwin, Sydney, 2002.
- (en) Blood Brothers: The Criminal Underworld in Asia, Palgrave Macmillan, New York, 2003.
- (en) Great Leader, Dear Leader : Demystifying North Korea Under the Kim Clan, Silkworm Books, Chiang Mai, 2005
- (en) Merchants of Madness: The Methamphetamine Explosion in the Golden Triangle (coauthored with Michael Black), Silkworm Books, Chiang Mai, 2009.
- (en) Aung San Suu Kyi and Burma’s Struggle for Democracy, Silkworm Books, Chiang Mai, 2011.
- (en) World.Wide.Web: Chinese Migration in the 21st Century — and How It will Change the World, Orchid Press, Bangkok, 2011.
- (en) Great Game East: India, China and the Struggle for Asia’s Most Volatile Frontier, Harper Collins, New Delhi, 2012, and Yale University Press, New Haven, 2015.
- (en) China's India War: Collision Course on the Roof of the World, Oxford University Press, New Delhi, 2018.
- (en) The Costliest Pearl: China’s Struggle for India’s Ocean, Hurst & Company, London, 2019, and Westland Publications, India, 2019.
- (sv) Dalai Lama, Historiska Media, 2023